# 1250 Galanthus
Galanthus (asteroide 1250) é um asteroide da cintura principal com um diâmetro de 21 quilómetros, a 1,8653932 UA. Possui uma excentricidade de 0,2693964 e um período orbital de 1 490,13 dias (4,08 anos).
Galanthus tem uma velocidade orbital média de 18,64010932 km/s e uma inclinação de 15,15701º.
Esse asteroide foi descoberto em 25 de Janeiro de 1933 por Karl Reinmuth.